# 光明寺残篇
光明寺残篇（こうみょうじざんぺん）とは、伊勢国（現在の三重県伊勢市）の光明寺に伝わる古文書をまとめて1冊にしたもの。国の重要文化財。

## 概要
天和2年（1682年）に出口延経（度会延経）が光明寺で発見した元弘の乱に関する古文書を仮に繕写されたのが最初とされる。天保15年（1844年）になって世古延世によって文書の年代順に配列を直されて出版された。
日記と文書類からなるが、日記は元弘元年（1331年）8月から10月にかけて、後醍醐天皇の京都脱出から赤坂城攻防戦までの元弘の乱の流れを記したものである。光明寺に存したのは写本ではあるが、元弘の乱から程ない時期の写本と推定されている。寺伝では、日記の原著者を同寺で没した南朝方の有力武将結城宗広とするが、内容は 鎌倉幕府寄りの記述で実際の原著者は幕府に仕えた別の人物と考えられている。一方、文書は元弘元年と3年（1333年）のもので、後醍醐天皇の京都脱出を受けて鎌倉幕府が軍を動員・上洛させたことに関する文書、足利高氏（後の尊氏）が鎌倉幕府を離反して後醍醐天皇方について六波羅探題を攻撃したことに関する文書、乱終了後に高氏が幕府側残党追討を命じた文書などから成立しており、元弘の乱に関する貴重な史料とされている。

## 光明寺文書
光明寺は鎌倉時代に度会広光の創建とされ、平安時代末期からの古文書が多く保存されていた（光明寺文書）。そのうちのある部分は寛文10年（1670年）の火災で失われてしまったが、残された文書は出口延経およびその父である出口延佳の手によって謄写され、『光明寺旧記』と称された。光明寺残篇の発見もこの過程の中でのことである。天保年間に足代弘訓が原本の一部および謄写本からなる700通を製本として『光明寺古文書』30巻とした。『光明寺古文書』は現在国立公文書館内閣文庫に所蔵され、光明寺に残された原本のうち、前述の通り光明寺残篇は国の重要文化財に、残りの光明寺文書は三重県指定有形文化財に指定されている。

## テキスト
- 経済雑誌社 編「光明寺残篇」『群書類従』 17巻、経済雑誌社、1894年、503–513頁。doi:10.11501/1879818。NDLJP:1879818。（『国史大辞典』上横手雅敬「光明寺残篇」によれば、群書類従本『光明寺残篇』は記事の日時配列が正確ではないと言われる）
- 内外書籍株式会社 編「光明寺残篇」『新校群書類従』 19巻、内外書籍、1932年、731–738頁。doi:10.11501/1879811。NDLJP:1879811。